# VDI 2290
Die Richtlinie VDI 2290 ist ein technischer Standard des Vereins Deutscher Ingenieure (VDI). Sie beschäftigt sich mit der Dichtheit von Flanschverbindungen. Sie wurde im Juni 2012 veröffentlicht, nachdem im August 2010 ein Richtlinienentwurf herausgegeben wurde. Die Richtlinie ist zweisprachig (deutsch/englisch); die deutsche Sprachfassung ist verbindlich. Zuständig für die Richtlinie ist der Fachbereich „Umweltschutztechnik“ der Kommission Reinhaltung der Luft. Die Richtlinie wird über DIN Media vertrieben. Sie ist Bestandteil der Richtlinien-Handbücher VDI-Handbuch Produktentwicklung und Konstruktion und VDI/DIN-Handbuch Reinhaltung der Luft – Band 2: Emissionsminderung.
Im Mai 2024 wurde ein neuer Richtlinienentwurf veröffentlicht. Mit ihm wurde der Anwendungsbereich auch auf Flanschverbindungen im Kraftnebenschluss erweitert. Eine Richtlinie mit der gleichen Nummer vom Juni 1962, die sich mit der Emissionsminderung bei der Erzeugung von Koks- und Kohlenwassergas auseinandersetzt,  wurde zurückgezogen.

## Inhalt
Inhalt der Richtlinie ist die Festlegung von Anforderungen an Flanschverbindungen in Rohrleitungen, an Armaturen und Apparate aller Industriezweige. Die Dichtfunktion der Verbindungen wird dabei als Zusammenwirken der Einzelelemente Flansch, Dichtung und Schrauben betrachtet. Kompaktflanschverbindungen ohne Dichtung oder mit Flüssigkeitsdichtung werden ebenso wie Flanschverbindungen, die ohne Schrauben ausgeführt werden, nicht behandelt.

## Rechtliche Einordnung
Als Bestandteil des VDI-/DIN-Handbuchs Reinhaltung der Luft erfolgt in Abschnitt 5.1.1 der TA Luft ein dynamischer Verweis auf die Richtlinie. Sie soll bei der Ermittlung des Standes der Technik „als Erkenntnisquelle herangezogen werden“. Ein statischer Verweis auf die im Juni 2012 veröffentlichte Richtlinie befindet sich in der TA Luft vom 18. August 2021 unter der Nummer 5.2.6.3.